# Nesotes azoricus
Nesotes azoricus é uma espécie de besouro. A espécie é endémica da ilha de São Miguel, no arquipélago dos Açores, politicamente pertencente a Portugal. A espécie rara nunca mais foi encontrada depois de ter sido descrita pela primeira vez e provavelmente está extinta hoje.

## Descrição
O besouro atinge um comprimento de 6,5 a 7 milímetros. É de cor marrom avermelhado muito escuro, com antenas e pernas vermelhas. A cabeça e o pronoto são densamente perfurados, e os élitros com listras perfuradas distintas, aglomeradas no meio, apenas levemente perfuradas. As antenas são longas, especialmente no macho, com primeiro e segundo segmentos muito curtos, o terceiro estendido, o quarto ao oitavo apenas metade deste comprimento, os dois últimos encurtados novamente. O pronoto é levemente margeado, quase tão longo quanto largo, arredondado lateralmente e com cantos arredondados. O escutelo é transversal.

## Habitat
A espécie foi descrita por Crotch a partir de espécimes encontrados sob a casca de um álamo perto das Furnas, na ilha de São Miguel, antes de 1867. Outras descobertas da espécie não foram feitas, e a espécie é, portanto, provavelmente extinta. A Lista Vermelha de Espécies Ameaçadas da IUCN o lista como criticamente ameaçado, possivelmente extinto. Supõe-se que a causa da extinção seja a destruição da vegetação original da ilha, fortemente modificada pelo homem. Isto tem contribuído para o declínio populacional de numerosas espécies endémicas da fauna de besouros dos Açores. Espécies com uma pequena área de distribuição apenas em uma ilha estão particularmente ameaçadas.

## Taxonomia e sistemática
A espécie foi descrita pela primeira vez por George Robert Crotch como Helops azoricus. Originalmente concebido como um subgênero, Nesotes Allard, 1876 foi posteriormente elevado a gênero, resultando na combinação Nesotes azoricus (raramente escrito erroneamente como azorica). A espécie é morfologicamente muito semelhante às espécies de Nesotes da Ilha da Madeira, mas mantém-se como uma espécie distinta.
Nesotes é um género com cerca de 20 espécies distribuídas principalmente nas Ilhas Canárias e na Madeira, com algumas espécies no Mediterrâneo Ocidental (Norte de África e Sul da Espanha). A maioria das espécies é endêmica de uma ilha por vez, com algumas ocorrendo em várias. Foram descritas 12 espécies da Madeira. Nesotes azoricus é a única espécie conhecida dos Açores. É a única espécie endémica entre as 18 espécies de escaravelho preto encontradas nos Açores até ao momento.

## Literatura e fontes
- G.R. Crotch (1867): On the Coleoptera of the Azores. Proceedings of the Zoological Society of London 1867: 359–391. scan bei archive.org
- Paulo Alexandre Vieira Borges (1990): A checklist of the Coleoptera from the Azores with some systematic and biogeographic comments. Boletim do Museu Municipal do Funchal 42 (220): 87–136.
- Paulo Alexandre Vieira Borges, Lucas Lamelas-López, Isabel R. Amorim, Anja Danielczak, Rui Nunes, Artur R.M. Serrano, Mário Boieiro, Carla Rego, Axel Hochkirch, Virgílio Vieira (2017): Conservation status of the forest beetles (Insecta, Coleoptera) from Azores, Portugal. Biodiversity Data Journal 5: e14557 doi:10.3897/BDJ.5.e14557
- S. Terzopoulou, F. Rigal R.J. Whittaker, P.A.V. Borges K.A. Triantis (2015): Drivers of extinction: the case of Azorean beetles. Biology Letters 11: 20150273. doi:10.1098/rsbl.2015.0273
- Borges, P.A.V. & Lamelas-López, L. 2017. Nesotes azoricus. The IUCN Red List of Threatened Species 2017: e.T97213262A99166749.